# Onno Vandewalle
Onno Vandewalle, né le 7 aout 1995 à Gand, est un homme politique belge, membre du Parti du travail de Belgique (PTB).

## Biographie
Onno Vandewalle nait le 7 aout 1995 à Gand.
Le 11 janvier 2023, à la suite de la démission du député Tom De Meester, il devient député au Parlement flamand.